# روز استقلال ارمنستان

روز استقلال ارمنستان (به ارمنی Հայաստանի անկախության տոն - به انگلیسی Independence Day (Armenia))، یک روز ملی در کشور ارمنستان است که همه ساله در ۲۱ سپتامبر جشن گرفته می‌شود.

## تاریخ
در ۲۳ اوت ۱۹۹۰، شورای عالی ارمنستان؛ اعلامیه استقلال ارمنستان را تصویب و اظهار داشت که اتحاد جماهیر شوروی منحل و کشور جمهوری ارمنستان تشکیل می‌شود. در همه‌پرسی ۲۱ سپتامبر ۱۹۹۱، ۹۹ درصد مردم ارمنستان به نفع خروج از اتحاد جماهیر شوروی رای دادند. در نوامبر ۱۹۹۱،لوون تر-پتروسیان به عنوان اولین رئیس‌جمهور، جمهوری ارمنستان انتخاب شد.

## نگارخانه

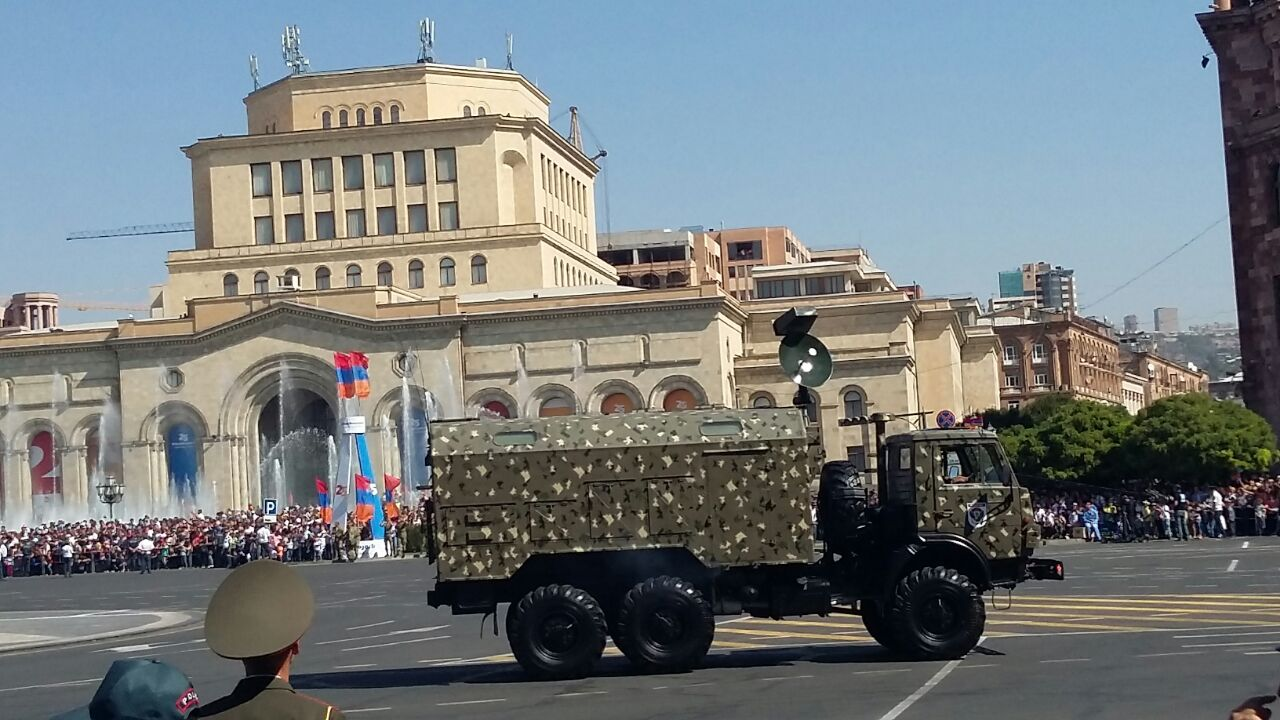
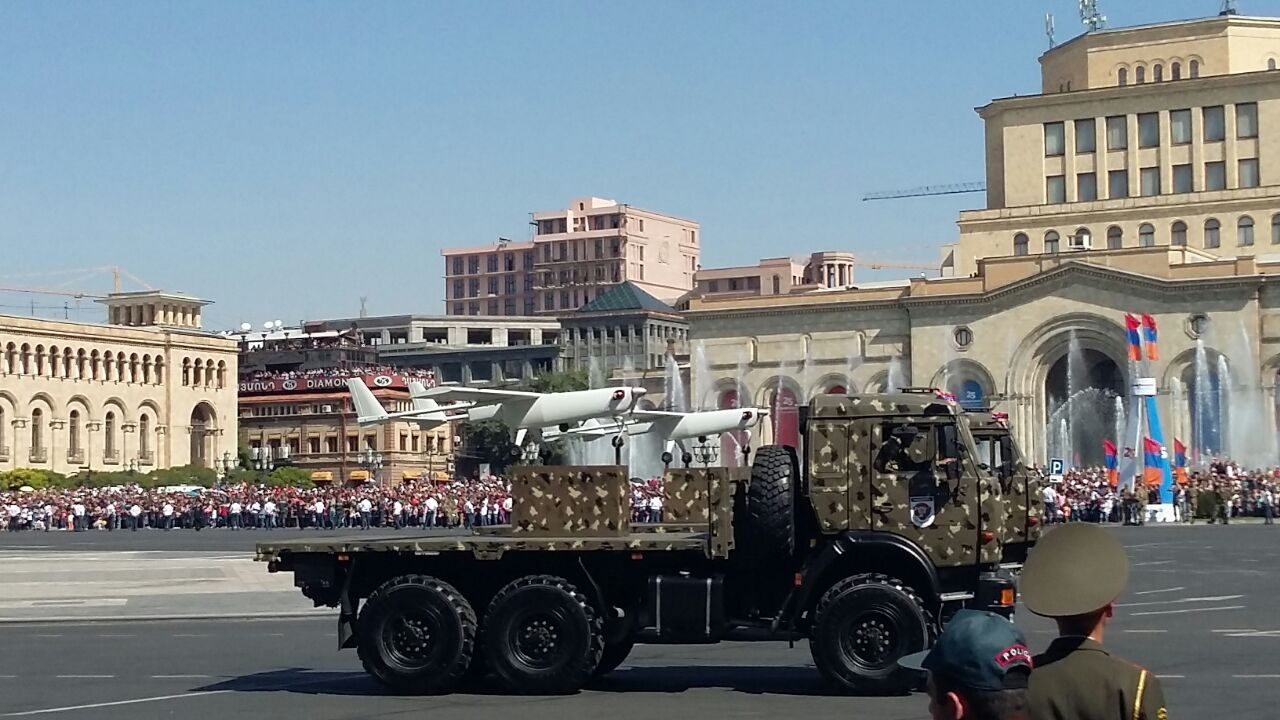
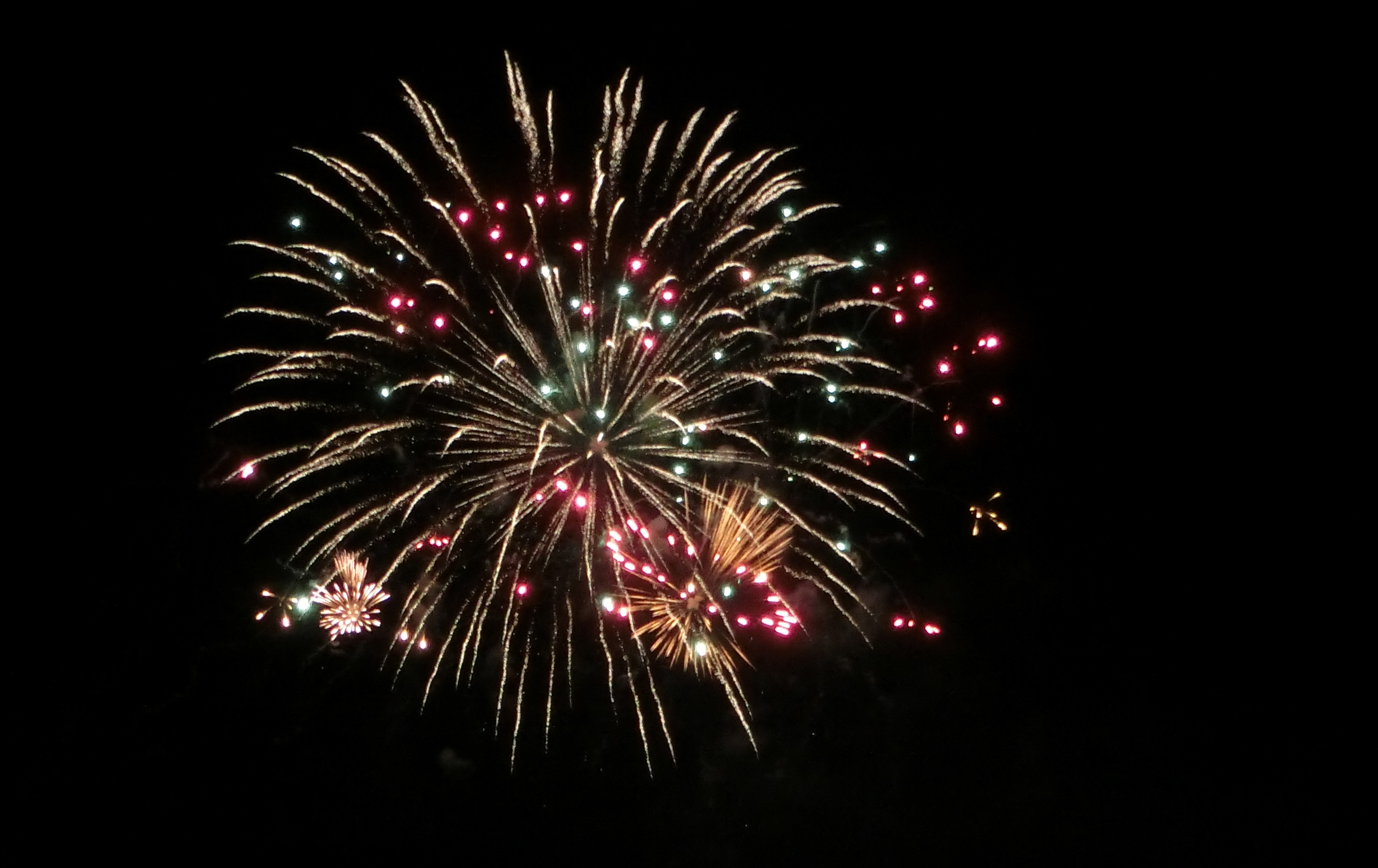
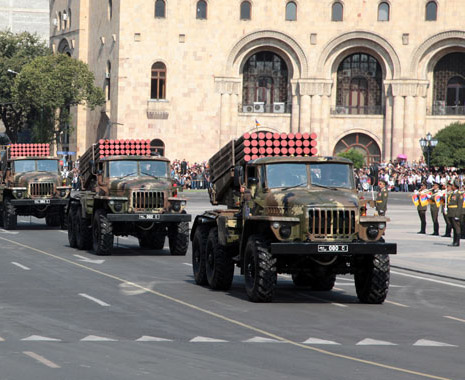
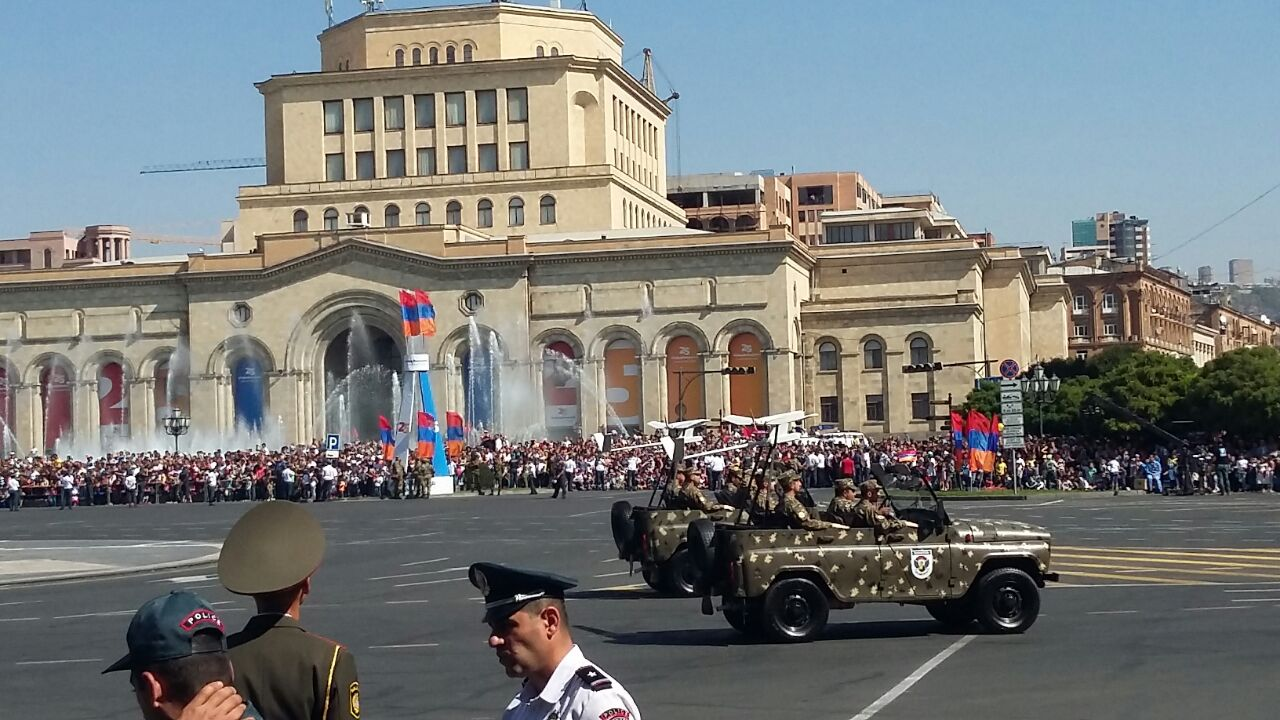
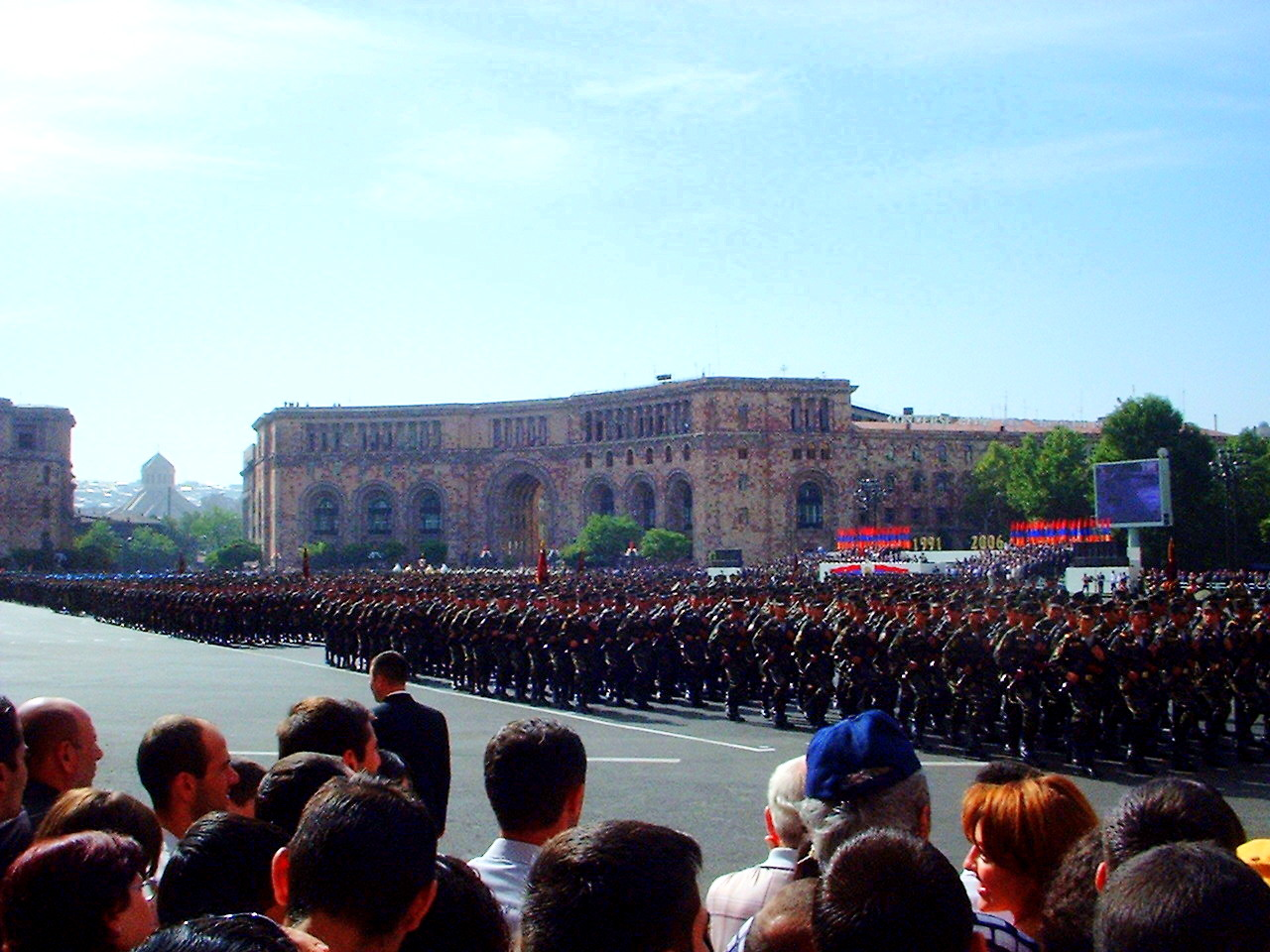
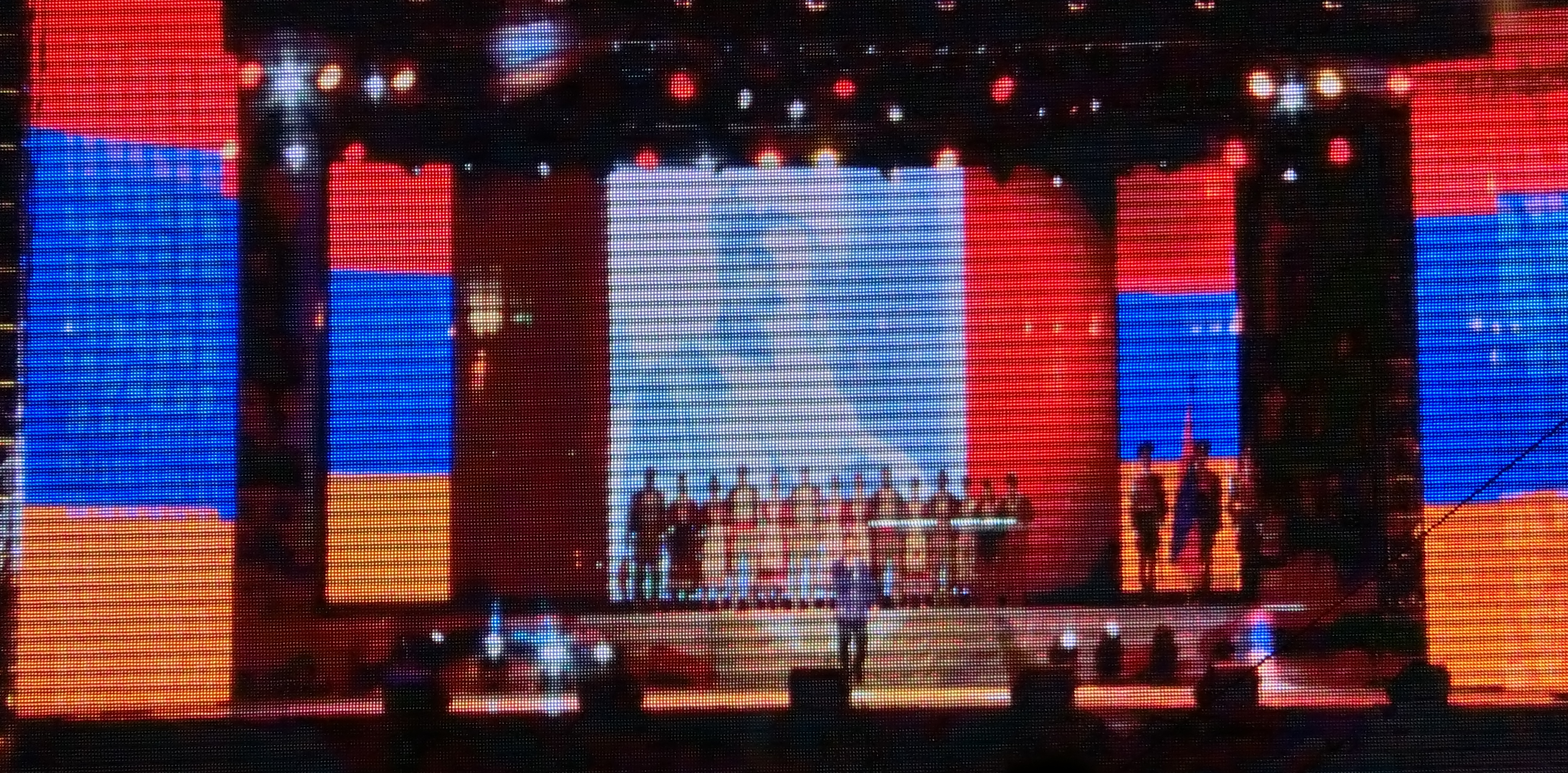
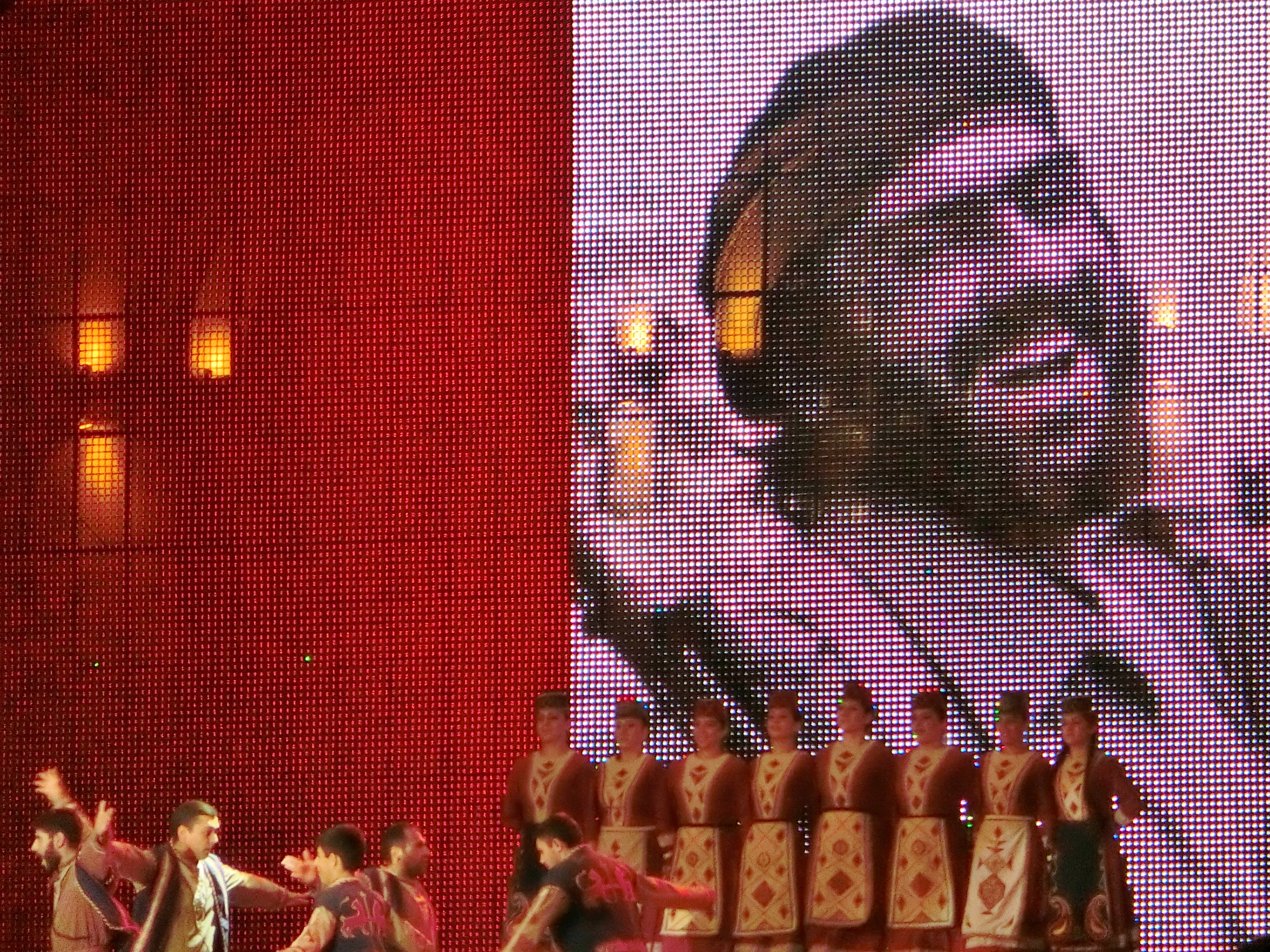